# Maurizio Ferrarese
Maurizio Ferrarese (Pordenone, 24 maggio 1967) è un allenatore di calcio ed ex calciatore italiano, di ruolo difensore.

## Carriera

### Giocatore
Mosse i primi passi da calciatore nell'Alessandria.
Conta una presenza in Serie A con il Torino nella stagione 1992-1993; ha disputato, tra le altre, quattro stagioni in Serie B nelle file di Torino, Lucchese e Vicenza e cinque stagioni in Serie C1 tra Alessandria e Vicenza.

### Allenatore
Tra il 2004 e il 2006 ha allenato l'ACF Alessandria, squadra di calcio femminile, conquistando un terzo posto in Serie A2, miglior risultato nella storia della società.
Nel 2010 fu ingaggiato dal Villalvernia, in Eccellenza; si dimise alla ventunesima giornata, e al termine la squadra ottenne la prima promozione in Serie D della sua storia.
Nella stagione 2011-2012 ha fatto parte dello staff di Giuliano Sonzogni all'Alessandria, ricoprendo il ruolo di allenatore in seconda. A partire dalla stagione 2014-2015 ricoprirà nuovamente il ruolo di allenatore in seconda, al fianco di Luca D'Angelo. Il 21 maggio 2015 il presidente Luca Di Masi annuncia che Ferrarese tornerà a occuparsi del settore giovanile.

## Palmarès

### Giocatore
- Campionato italiano di Serie B: 1

Torino: 1989-1990
- Coppa Italia: 1

Torino: 1992-1993